# Heinz Sames
Heinz Sames (* 10. Juli 1911 in Berlin; † 29. Januar 1943 in Wolgograd, heute Russland) war ein deutscher Eisschnellläufer.

## Karriere
Heinz Sames gewann bei den Deutschen Meisterschaften 1934, 1935 und 1936 jeweils die Silbermedaille im Großen Vierkampf.
Bei den Olympischen Winterspielen 1936 in Garmisch-Partenkirchen startete Sames in allen vier Eisschnelllaufwettkämpfen, konnte jedoch keine Medaille gewinnen. Wenige Wochen später hatte er seinen einzigen Einsatz bei einem Länderkämpf in Hamburg.
Seine vierte Silbermedaille bei den Deutschen Meisterschaften gewann er 1937 im Kleinen Vierkampf. Insgesamt stellte er sechs nationale Rekorde auf und nahm an den Eisschnelllauf-Mehrkampfweltmeisterschaften 1935 und 1936 teil.
Zum 1. März 1937 trat er der NSDAP bei (Mitgliedsnummer 3.894.585), er war Mitglied des NSKK.
1943 fiel er während des Zweiten Weltkriegs an der Ostfront.